# Volksbank
Volksbank AG — бывшая австрийская банковская группа. Штаб-квартира располагалась в Вене.
Основан в 1850 году. Международные подразделения, до их продажи «Сбербанку России», работали в Боснии и Герцеговине, Хорватии, Чехии, Венгрии, Румынии, Сербии, Словакии, Словении и Украине.
В сентябре 2011 «Сбербанк России» подписал соглашение с банковской группой Volksbank AG, у которой, позднее, приобрёл 100% акций «Volksbank International AG», за 600 миллионов. евро. . 15 февраля 2012 года было объявлено о закрытии сделки по продаже Volksbank International
В июле 2015 года Volksbank AG объявил о банкротстве и прекращении своей банковской деятельности
Но на момент 2024 года 9 декабря, банк успешно функционирует.